# Rangger Köpfl
Le Rangger Köpfl est une montagne qui s’élève à 1 939 m d’altitude dans les Alpes de Stubai, en Autriche.